# San Bartolo, Acatlán
San Bartolo är en ort i Mexiko.   Den ligger i kommunen Acatlán och delstaten Hidalgo, i den sydöstra delen av landet, 110 km nordost om huvudstaden Mexico City. San Bartolo ligger 1 962 meter över havet och antalet invånare är 813.
Terrängen runt San Bartolo är kuperad åt nordväst, men åt sydost är den platt. Runt San Bartolo är det ganska tätbefolkat, med 52 invånare per kvadratkilometer. Närmaste större samhälle är Rincones de la Hacienda, 16,0 km söder om San Bartolo. Trakten runt San Bartolo består till största delen av jordbruksmark.